# The Englishman and the Girl
The Englishman and the Girl er en amerikansk stumfilm fra 1910 af D. W. Griffith.

## Medvirkende
- George Nichols som Mr. Thayer
- Kate Bruce som Mrs. Thayer
- Charles Craig som Arthur Wilberforce
- Mary Pickford
- Gladys Egan